# 釜山市電
釜山市電（プサンしでん）では、大韓民国（韓国）の釜山直轄市（現・釜山広域市）に存在した市電（路面電車）について記す。なお、市営になったのは末期だけで、戦前から戦後しばらくは電力会社の経営であった。

## 概要
釜山市の市電は、元々東萊温泉への湯治客の輸送を目的として、1909年に釜山鎮から東莱温泉までの間を開業させていた軽便鉄道の釜山軌道を、電力・ガス会社の韓国瓦斯電気（後に朝鮮瓦斯電気と改称）が買収して、改軌・電化を行った事により始まった。
計画は1911年に始まり、1915年より順次営業を開始、その後は環状線の建設等もなされ、市民の足として約17.7km（11マイル）の路線網を有するに至った。開業区間は釜山府内5.5マイル、釜山鎮-東莱間5.9マイル、電動客車29両、昭和元年（1926年）時の旅客人員は6,103,081人。1937年には朝鮮南部の電力会社が統合され南鮮合同電気となった。
太平洋戦争後、日本人が引き上げて電車の運行は韓国人の手に移るが、おりしも資材不足と整備不良で電車の稼働率は徐々に低下した。これを都市交通の破壊と危惧した米国は、ロサンゼルスの路面電車車両が路線の一部廃止で不要となっていることを利用し、援助と言う形でそれを運び込んだ。1950年代に、設備の老朽化もあって一部の路線を廃止。1961年には、南鮮合同電気・京城電気・朝鮮電業との合併で発足した韓国電力株式会社（のちの韓国電力公社）に、経営母体が代わっている。
1963年には富士車輌の電車も新規導入され、一部の路線は複線化も行うなど乗客増になっていたが、道路使用料の市への支払いが大きな負担になっていたこともあって、運営を市に移管する事になる。その後はモータリゼーションの発達に飲み込まれ、結局は1968年5月20日限りで全廃となった。同年にはソウル特別市からも路面電車が廃止され、韓国における路面電車の歴史はここに途絶えた。
全廃後、釜山市電で使用していた米国製電車一両が西区の東亜大学校九徳キャンパスに保存されていたが、長い間一般には公開されていなかった。しかし、2009年3月の新キャンパスの完成にあわせて電車が一般公開されることになった。また東亜大学では“近代文化遺産”への指定も推進することにしている。予定よりやや遅れることの2010年12月23日から、富民キャンパスに修復された電車が一般にお披露目された。

## トラム復活計画
釜山市は2020年10月29日国土交通部・大都市圏広域交通委員会で五六島線基本計画が承認されたと発表した。
五六島線は、南区・大淵洞のヨンソ交差点（都市鉄道2号線の慶星大・釜慶大駅）から龍湖洞（ヨンホドン）五六島SKビューアパートまでの総延長5.15kmの路線である。今回承認されたのは、都市鉄道2号線の慶星大・釜慶大駅から龍湖洞二妓台入り口三叉路までの1.9km。停車場5ヶ所および釜山環境公団内の車両基地が含まれ総事業費は487億ウォン。竣工予定は発表当時2023年となっていた。この釜山都市鉄道五六島線の承認により韓国で路面電車が廃止された1968年以降、約50年ぶりに再び韓国にトラムが導入されることが承認されたことになった。
しかしその後、建設予算が当初見積もりよりも多くなることが判明したため、2024年時点では計画は進捗しておらず、軌道を除いた無架線形の電気バスとすべきだとする意見も出ている。韓国での路面電車復活は、2023年に着工されて2026年開業予定のソウル軽電鉄慰礼線が先行する形となっている。

## 年表
- 1910年（明治43年）11月22日 韓国瓦斯電気が釜山軌道（軌間610mm 動力蒸気）を買収し営業を継承。
- 1911年（明治44年）3月20日762mm改軌工事に着手。7月11日に完成。
- 1913年（大正2年）2月27日 総会において朝鮮瓦斯電気へ社名変更決議
- 1915年（大正4年）11月1日 釜山-東莱温泉場間電車開通（762mm）
- 1916年（大正5年）9月22日 大庁町線（郵便局前-大庁町-富城橋）開通。このころに蒸気機関車廃車
- 1917年（大正6年）12月19日 長手線（大庁町-長手通）開通。市街一周線完成（12哩8）
- 1918年（大正7年）12月1日 自動車運輸営業開始
- 1920年（大正9年）3月25日 自動車運輸営業廃止
- 1927年（昭和2年）10月末 東莱温泉場終点延長。温泉場駅新築。
- 1928年（昭和3年）9月 大新町線開通
- 1931年（昭和6年）10月末 1067mm改軌
- 1935年（昭和10年）3月 自動車運輸営業再開
- 1968年（昭和43年）5月 釜山市電廃止
- 2020年（令和2年）10月 釜山都市鉄道五六島線基本計画が大韓民国国土交通部で承認

## 路線
(　)は、大韓民国建国後の駅名
- 【凡一町線】釜山駅前⇔警察署前⇔榮町二⇔瀛仙町⇔草梁入口⇔草梁橋⇔草梁駅前⇔鉄道官舎前⇔古舘入口⇔水晶町⇔釜山鎮駅前⇔釜山鎮入口(佐川洞)⇔佐川町⇔凡一町
- 【牧島線】本町⇔釜山府庁前(市庁前)⇔大橋(影島入口)⇔牧島本町(影島)⇔牧島(影島終点)
- 【長手線】釜山駅前⇔大橋通一(大橋洞)⇔大橋通二[16]⇔本町⇔南浜町⇔弁天町一⇔弁天町二⇔思案橋⇔幸町一⇔幸町二⇔富平町一⇔富城橋(忠武洞)⇔土城町(土城洞)⇔府立病院前(市立病院前)⇔裁判所前
- 【大新町線】裁判所前⇔道庁前(廃止)⇔中島町(芙蓉洞)⇔大新町(大新洞)⇔九徳[17]⇔運動場前(運動場)⇔車庫
- 【大庁町線】大橋通一(大橋洞)⇔釜山郵便局前⇔朝銀前⇔大庁町二⇔寶水町一⇔寶水町二⇔寶水町三⇔裁判所前
- 【東莱線】釜山鎮入口(佐川洞)⇔子城台(市場前)⇔釜山鎮駅(凡一洞)⇔光武橋⇔(車庫前)⇔西面⇔新左水営(釜田)⇔巨堤里⇔南門口⇔(師大前)⇔東莱⇔西門⇔温泉場

## 輸送実績
| 年度 | 旅客人員（人） |
| ---- | -------------- |
| 1920 | 2,362,537      |
| 1921 | 3,094,151      |
| 1922 | 3,957,763      |
| 1923 | 4,400,758      |
| 1924 | 4,767,135      |
| 1925 | 7,970,737      |
| 1926 | 6,103,081      |
| 1927 | 9,754,867      |
| 1928 | 7,526,876      |
| 1929 | 7,733,780      |
| 1930 | 7,131,788      |
| 1931 | 6,832,539      |
| 1932 | 6,510,702      |
| 1933 | 6,673,483      |
| 1934 | 7,475,992      |
| 1935 | 8,482,698      |
| 1936 | 9,904,903      |
| 1937 | 11,561,087     |

- 『朝鮮鉄道状況』20回、25回、29回（国立国会図書館デジタルコレクション）